# Трупіал золотощокий
Трупіа́л золотощокий (Icterus bullockii) — вид горобцеподібних птахів родини трупіалових (Icteridae). Мешкає в Північній Америці. Вид названий на честь англійського натураліста Вільяма Буллока.

## Опис

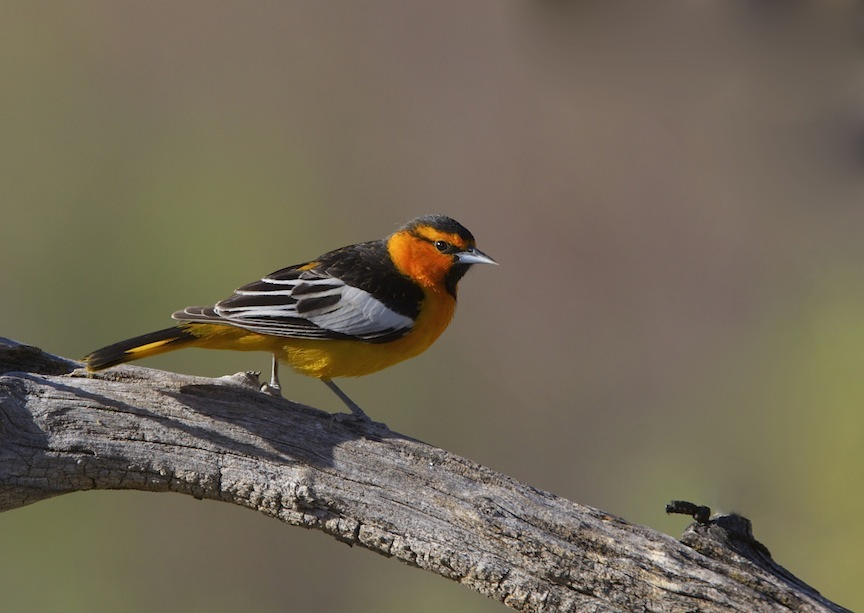
Самець золотощокого трупіала

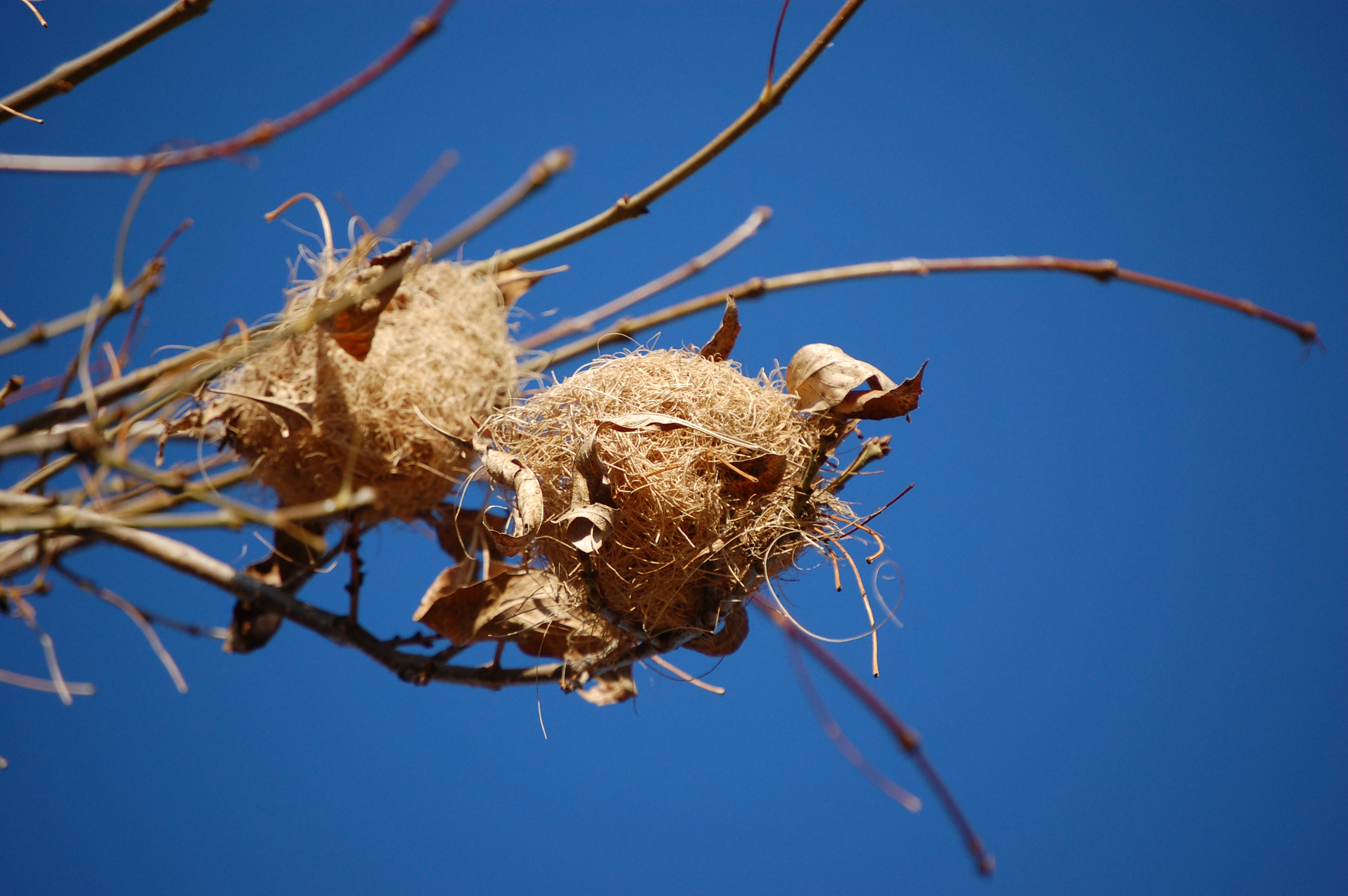
Гнізда золотощоких трупіалів (Сан-Хосе, штат Каліфорнія, США)

Довжина птаха становить 17-19 см, розмах крил 31 см вага 29-43 г. Виду притаманний статевий диморфізм.  Самці мають переважно оранжеве забарвлення, верхня частина спини, крила і хвіст у них чорні. Верхня частина голови і горло чорні, через очі ідуть чорні смуги. Покривні пера крил мають білі краї, що формують помітну білу пляму. Крайні 3-4 стернових пера мають оранжеві краї. 
У самиць верхня частина тіла сірувато-коричнева, нижня частина тіла тьмяно-жовта, верхня частина голови оливкова. У деяких самиць на горлі є чорна пляма, менша, ніж у самців, чорні смуги на обличчі у них відсутні. Очі чорнувато-карі, дзьоб зверху темно-сірий, знизу світло-сірий, лапи сірі. Забарвлення молодих птахів є подібним до забарвлення самиць, однак крила у них більш темні, а дзьоб рожевий або білуватий.

## Поширення і екологія
Золотощокі трупіали гніздяться на заході Північної Америки, від півдня Британської Колумбії і Альберти до північної Мексики. Взимку вини мігрують на південь, до Мексики і Гватемали. Бродячі птахи спостерігалися на сході США. Золотощокі трупіали живуть в рідколіссях, чагарникових заростях, оливкових, тополевих, платанових, дубових і мескітових гаях на берегах річок. Зустрічаються парами або невеликими зграйками, на висоті до 1800 м над рівнем моря, місцями на висоті до 3000 м над рівнем моря. 

## Поведінка
Золотощокі трупіали живляться переважно комахами, а також ягодами, плодами, насінням, горіхами і нектаром. Золотощокі трупіали є моногамними птахами, гніздяться невеликими колоніями. Їхні гнізда мають мішечкоподібну форму, робляться з рослинних волокон, тонких лоз, сухого листя, шерсті і пір'я. В кладці від 3 до 7 блакитнуватих або білуватих, поцяткованих коричневими плямками яєць. Інкубаційний період триває 12 днів, пташенята покидають гніздо через 14 днів після вилуплення. За пташенятами доглядають і самиці, і самці.